# Operation Judgement
Operation Judgement war ein Angriff der britischen Royal Navy auf den deutschen Schiffsverkehr westlich von Narvik und auf den U-Boot-Stützpunkt in der Kilbotnbucht bei Harstad in Nordnorwegen.

## Ausgangslage
Die deutsche Kriegsmarine unterhielt ab Herbst 1944, als die Wehrmacht den Norden Norwegens räumen musste, südlich von Harstad in der Kilbotnbucht („Kilbotnbuka“) einen von Hammerfest dorthin verlegten U-Boot-Stützpunkt, von dem aus ihre U-Boote die alliierten Nordmeergeleitzüge angreifen konnten. Die Bucht bildet einen natürlichen Hafen und liegt etwa fünf Seemeilen südlich von Harstad bei der Siedlung Kilbotn im südwestlichen Teil des Vågsfjords, nördlich der Einfahrt vom Vågsfjord in den Tjeldsund, der zum Ofotfjord und damit nach Narvik führt.
Der Stützpunkt bestand prinzipiell aus dem Wohn- und Depotschiff Black Watch und war gegen Fliegerangriffe geschützt durch das Flakschiff Thetis (das umgerüstete ehemalige norwegische Küstenpanzerschiff Harald Haarfagre), zwei sogenannte Flakträger und eine Anzahl von Flak-Stellungen an Land rund um die Bucht. Kleinere Schiffe und Boote dienten zum Transport von Material, Munition und Mannschaften zum, vom und im Stützpunkt.

## Der Angriff
Am 1. Mai 1945 lief eine britische Kampfgruppe der Home Fleet unter Rear Admiral Rhoderick McGrigor von Scapa Flow zu einem Vorstoß gegen den deutschen Schiffsverkehr vor der nordnorwegischen Küste und auf den Stützpunkt in der Kilbotnbucht aus. Der Verband bestand aus den drei Geleitträgern Searcher (D40), Queen (D19) und Trumpeter (D09), den Kreuzern Norfolk und Diadem sowie sieben Zerstörern. Drei Staffeln des Fleet Air Arm der Royal Navy waren auf den drei Trägern stationiert.
Am Nachmittag des 4. Mai lagen in der Kilbotnbucht, neben einer Anzahl kleinerer Einheiten, das Stützpunktschiff Black Watch mit dem U-Boot U 711 backbord längsseits, das Versorgungsschiff Senja und das Flakschiff Thetis.
An diesem Nachmittag flogen 16 Torpedobomber des Typs Grumman Avenger und 28 teilweise ebenfalls mit Bomben bewaffnete Jagdflugzeuge vom Typ Grumman F4F Wildcat einen Angriff auf die Kilbotnbucht. Die 882. Staffel auf der Searcher stellte 20 Wildcats für den Angriff, die 853. auf der Queen stellte acht Avengers und vier Wildcats und die 846. auf der Trumpeter stellte ebenfalls acht Avengers und vier Wildcats. Vier Wildcats hatten den Auftrag, eventuell von dem nur 80 km entfernten Luftwaffe-Fliegerhorst in Bardufoss kommende Jagdflugzeuge abzuwehren. Die Mehrzahl der übrigen Wildcats bildete die erste Angriffswelle auf die Bucht und sollte die Flak-Stellungen an Land und auf dem Wasser angreifen und niederhalten. Acht Wildcats waren außerdem mit jeweils einer 250-Pfund-Bombe bewaffnet, um damit die Thetis auszuschalten. Die Avengers mit ihren jeweils vier 500-Pfund-Bomben sollten in der zweiten Welle angreifen – die 846. Staffel die Black Watch und die 853. die Senja. Aus unbekannten Gründen wurden die angreifenden Maschinen nicht rechtzeitig erkannt oder gemeldet, sodass der Angriff, an einem sonnigen Nachmittag um 17:00 Uhr, für die in der Bucht liegenden Schiffe völlig überraschend kam.
U 711 hatte etwa zwei Stunden zuvor nach einer Feindfahrt im Seegebiet vor Murmansk bei der Black Watch angelegt, und abgesehen von einer zehn Mann starken Wache und dem Kommandanten, Kapitänleutnant Hans-Günther Lange, war die Besatzung bereits auf die Black Watch gegangen, als die Flugzeuge im Tiefflug von Westen über der Bucht erschienen. Der Angriff lief wie geplant vonstatten. Zwar erhielten mehrere Wildcats Flak-Treffer, aber nur eine Maschine der ersten Welle stürzte in die Bucht. Beim gleich darauf folgenden Angriff der Avengers, die ihre Bomben im Gleitflug aus etwa 600 m Höhe abwarfen, wurde eine Maschine getroffen und zerschellte bei ihrer versuchten Notlandung.
Die Black Watch erhielt in kurzer Zeit sieben Bombentreffer und sank brennend und nach Explosion in zwei Teile zerbrochen innerhalb sehr kurzer Zeit. Von ihrer über 200 Mann starken Besatzung konnten nur wenige gerettet werden, und die bereits auf sie übergesetzten 40 Mann von U 711 kamen ebenfalls ums Leben. Die elf noch auf dem U-Boot befindlichen Männer konnten ihr Boot zwar während des Angriffs noch losmachen, aber das Boot sank dann doch unweit der Black Watch durch die Druckwirkung von etwa fünf Nahtreffern. Die 11 Mann konnten gerettet werden.
Auch die etwa 200 m weiter westlich in der Bucht liegende Senja wurde versenkt. Das am Westufer der Bucht dicht unter Land liegende Flakschiff Thetis hingegen überlebte den Angriff unbeschadet, wahrscheinlich weil es wegen seiner Lage kein leichtes Angriffsziel bot.
Der Angriff dauerte insgesamt etwa sieben Minuten. Die britischen Verluste betrugen zwei Flugzeuge und die vier Mann ihrer Besatzungen.
Operation Judgement war der letzte Luftangriff des Kriegs in Europa und die letzte offensive Operation der Home Fleet.
Koordinaten: 68° 43′ 30″ N, 16° 33′ 54″ O